# Nàssir-ad-Dawla Badis ibn al-Mansur
Nàssir-ad-Dawla Badis ibn al-Mansur (àrab: ناصر الدولة باديس بن المنصور, Nāṣir ad-Dawla Bādīs b. al-Manṣūr) conegut també com a Abu-Manad Badis Nàssir-ad-Dawla, fou emir de la dinastia zírida durant vint anys. Va succeir el seu pare al-Mansur ibn Bulugguín el 8 d'abril del 996.
A un germà d'aquest darrer, de nom Hammad ibn Bulugguín, li va encarregar de sortir en campanya contra els amazics zanata amb la promesa de regnar sobre tots els territoris que pogués conquerir. Hammad va conquerir territoris al Magrib central, va fundar la Kala (1008) i va establir la dinastia hammàdida.
Badis va lluitar contra l'emir dels maghrawa, Ziri ibn Atiyya que estava aliat al cap dels zanata Fúlful ibn Saïd. Alguns oncles de Badis van donar suport al cap maghrawa, però mercès a les victòries del seu oncle va aconseguir el triomf (1001). Una nova ofensiva zanata el 1004/1005 fou rebutjada. Entre 1001 i 1016 Badis va lluitar també a Tripolitània contra la ingerència fatimita i contra els emirs Yanis, Fulful ibn Said i Warru ibn Said. A partir del 1008 va haver de lluitar també contra el seu oncle Hammad, que es va revoltar i es va fer independent; la campanya principal contra aquest es va iniciar el maig de 1015 i després d'una victòria decisiva al Chelif (17 d'octubre de 1015) no va poder ocupar la Qala dels Banu Hammad després de sis mesos de setge.
Va morir el 10 de maig de 1016 i el va succeir el seu fill Xàraf-ad-Dawla al-Muïzz ibn Badis